# Campionati del mondo di atletica leggera indoor 2014 - Salto triplo maschile
Ai campionati del mondo di atletica leggera indoor 2014 la specialità del salto triplo maschile si è tenuta l'8 ed il 9 marzo. Ha visto alla partenza 11 dei 12 atleti iscritti.

## Risultati

### Qualificazioni
Si qualificano direttamente alla finale chi faceva una misura di 16,90 m (Q) o rientrava nelle migliori 8 prestazioni.
| Class | Atleta               | Natzionalità | #1    | #2    | #3    | Risultati | Note  |
| ----- | -------------------- | ------------ | ----- | ----- | ----- | --------- | ----- |
| 1     | Marian Oprea         | Romania      | 16.68 | 17.02 |       | 17.02     | Q     |
| 2     | Pedro Pablo Pichardo | Cuba         | 16.76 | 16.82 | –     | 16.82     | q     |
| 3     | Ljukman Adams        | Russia       | 16.31 | 16.47 | 16.68 | 16.68     | q     |
| 4     | Ernesto Revé         | Cuba         | 16.55 | 16.13 | –     | 16.55     | q     |
| 5     | Chris Carter         | Stati Uniti  | 16.51 | 16.50 | 16.54 | 16.54     | q     |
| 6     | Cao Shuo             | Cina         | 16.11 | x     | 16.47 | 16.47     | q, SB |
| 7     | Karol Hoffmann       | Polonia      | 16.09 | 16.31 | 16.37 | 16.37     | q     |
| 8     | Viktor Kuznyetsov    | Ucraina      | 15.88 | 16.19 | 16.29 | 16.29     | q     |
| 9     | Roman Valiyev        | Kazakistan   | 16.22 | 16.12 | x     | 16.22     | SB    |
| 10    | Samyr Laine          | Haiti        | 16.13 | 15.85 | 16.07 | 16.13     |       |
| 11    | Vladimir Letnicov    | Moldavia     | 15.83 | x     | x     | 15.83     |       |
|       | Dong Bin             | Cina         |       |       |       | DNS       |       |

### Finale
| Class | Atleta               | Nazione     | #1    | #2    | #3    | #4    | #5    | #6    | Ris.  | Note |
| ----- | -------------------- | ----------- | ----- | ----- | ----- | ----- | ----- | ----- | ----- | ---- |
| 1     | Ljukman Adams        | Russia      | x     | 17.21 | x     | x     | 17.17 | 17.37 | 17.37 | WL   |
| 2     | Ernesto Revé         | Cuba        | 15.78 | 17.33 | x     | –     | –     | –     | 17.33 |      |
| 3     | Pedro Pablo Pichardo | Cuba        | 16.73 | x     | 16.73 | 16.81 | 17.18 | 17.24 | 17.24 |      |
| 4     | Marian Oprea         | Romania     | 17.02 | 16.34 | x     | x     | 16.46 | 17.21 | 17.21 |      |
| 5     | Karol Hoffmann       | Polonia     | x     | x     | 16.89 | 16.47 | 16.42 | x     | 16.89 | SB   |
| 6     | Chris Carter         | Stati Uniti | 16.54 | x     | 16.74 | 16.71 | 16.72 | 16.55 | 16.74 |      |
| 7     | Cao Shuo             | Cina        | 15.90 | 15.68 | 16.13 | 16.15 | 15.88 | 16.55 | 16.55 | SB   |
| 8     | Viktor Kuznyetsov    | Ucraina     | 15.78 | 16.51 | 16.39 | 16.22 | x     | 16.34 | 16.51 |      |